# Dytiscus marginicollis
Dytiscus marginicollis is een keversoort uit de familie waterroofkevers (Dytiscidae). De wetenschappelijke naam van de soort is voor het eerst geldig gepubliceerd in 1845 door LeConte.